# MacArthur (Virgínia de l'Oest)
MacArthur és una concentració de població designada pel cens dels Estats Units a l'estat de Virgínia de l'Oest. Segons el cens del 2000 tenia 1.693 habitants.

## Demografia
Segons el cens del 2000, MacArthur tenia 1.695 habitants, 714 habitatges, i 496 famílies. La densitat de població era de 220,8 habitants per km².
Dels 714 habitatges en un 28,6% hi vivien nens de menys de 18 anys, en un 57,1% hi vivien parelles casades, en un 9,4% dones solteres, i en un 30,4% no eren unitats familiars. En el 26,8% dels habitatges hi vivien persones soles el 13,7% de les quals corresponia a persones de 65 anys o més que vivien soles. El nombre mitjà de persones vivint en cada habitatge era de 2,37 i el nombre mitjà de persones que vivien en cada família era de 2,87.
Per edats la població es repartia de la següent manera: un 22,9% tenia menys de 18 anys, un 6,6% entre 18 i 24, un 27,5% entre 25 i 44, un 26% de 45 a 60 i un 16,9% 65 anys o més.
L'edat mediana era de 40 anys. Per cada 100 dones de 18 o més anys hi havia 89,1 homes.
La renda mediana per habitatge era de 29.607 $ i la renda mediana per família de 34.167 $. Els homes tenien una renda mediana de 31.208 $ mentre que les dones 21.346 $. La renda per capita de la població era de 17.150 $. Entorn del 10,6% de les famílies i el 12,3% de la població estaven per davall del llindar de pobresa.

## Poblacions properes
El següent diagrama mostra les poblacions més properes.